# Boli me uvo za sve
Boli me uvo za sve deveti je studijski album Lepe Brene i Slatkog greha. Izdan je 1. studenoga 1990. preko izdavačke kuće Diskoton.
Ovo je Brenin deseti od dvanaest albuma sa Slatkim grehom.
Album je također soundtrack filmu Hajde da se volimo: Udaje se Lepa Brena. Scene iz filma kasnije su korištene kao glazbeni spotovi.
Album je prodan u nakladi od 450 000 primjeraka.

## Popis pjesama
| Br. | Skladba              | Trajanje |
| --- | -------------------- | -------- |
| 1.  | »Boli me uvo za sve« | 2:25     |
| 2.  | »Čik pogodi«         | 3:16     |
| 3.  | »Hiljadu suza«       | 3:23     |
| 4.  | »Umirem ti ja«       | 2:31     |
| 5.  | »Tamba - Lamba«      | 3:37     |
| 6.  | »Kazni ga Bože«      | 4:20     |
| 7.  | »Biće belaja«        | 3:48     |
| 8.  | »Pokloni mi noć«     | 3:34     |
| 9.  | »Evo moga delije«    | 3:33     |

## Izdanja
| Regija          | Datum              | Format(i)  | Izdavač  | Ref.  |
| --------------- | ------------------ | ---------- | -------- | ----- |
| SFR Jugoslavija | 1. studenoga 1990. | LP, kaseta | Diskoton | [ 1 ] |